# Богданова Юлія Олексіївна
Юлія Олексіївна Богданова  (рос. Юлия Алексеевна Богданова; нар. 27 квітня 1964, Ленінград, СРСР) — радянська плавчиня, олімпійська медалістка.

## Виступи на Олімпіадах
| Олімпіада   | Дисципліна                    | Місце     |
| ----------- | ----------------------------- | --------- |
| Москва 1980 | плавання на 100 метрів брасом | 4 h3 r1/2 |
| Москва 1980 | плавання на 200 метрів брасом | 3         |